# Cap (mathématiques)
Ne doit pas être confondu avec Cup.
Pour les articles homonymes, voir Cap et ∩.
Cette page contient des caractères spéciaux ou non latins. S’ils s’affichent mal (▯, ?, etc.), consultez la page d’aide Unicode.
En mathématiques, cap est le nom utilisé pour désigner les symboles ayant la forme d'un U renversé ou d'un arc pointant vers le haut. Deux variantes du symbole sont utilisées aujourd'hui en mathématiques, {\displaystyle \cap } et plus rarement {\displaystyle \frown }.
Le symbole est notamment utilisé pour l'intersection d'ensembles et le cap-produit en homologie et cohomologie. Il est parfois également utilisé pour noter la concaténation de deux n-uplets.

## Histoire du symbole
Le symbole apparaît au moins dès 1844 dans les travaux de Hermann Grassmann, dans un sens assez abstrait. Il est réutilisé par Giuseppe Peano, qui l'utilise sous le nom de conjonction (congiunzione) pour noter ce qui correspond aujourd'hui à l'intersection d'ensembles. Étant donné deux ensembles A et B, les notions modernes de conjonction en logique et d'intersection d'ensemble sont en effet liées par la propriété :
{\displaystyle x\in A\cap B\iff (x\in A)\land (x\in B)}

## Typographie
Les points de code Unicode suivants permettent d'utiliser ce symbole :
- U+2229 ∩ intersection, hat ou cap
- U+22C2 ⋂ intersection à plusieurs termes (n-ary intersection)
- U+2322 ⌢ frown

Les commandes LaTeX suivantes permettent d'utiliser ce symbole :
- \cap donne {\displaystyle \cap }
- \bigcap donne {\displaystyle \bigcap }
- \frown donne {\displaystyle \frown }